# ماکس برگ
 ماکس برگ (انگلیسی: Max Berg؛ ۱۷ آوریل ۱۸۷۰ – ۲۲ ژانویهٔ ۱۹۴۷) یک معمار اهل آلمان بود. 